# Nadja Yllner
Nadja Yllner, född 19 september 1963, är en svensk journalist och författare.
Yllner är  uppvuxen i Ängelholm. Hon arbetar som redaktör på Sveriges Television och har som reporter gjort många program som sänts i SVT:s Uppdrag granskning under perioden 2002-2014. Historien om de fosterhemsplacerade barnen i Marks kommun och Imamernas råd, som handlade om kvinnosynen i Sveriges moskéer hör till de mest uppmärksammade.
Yllner har även arbetat på Radio Malmöhus 1990-1992, på SVT:s regionala nyheter Sydnytt 1992-2001 och på Sydsvenskan 2001-2002.

## TV-reportage i Uppdrag granskning (urval)
- 2014: När portarna slagit igen, om behandlingen av unga självskadande kvinnor på Rättspsykiatriska regionkliniken i Växjö[3]
- 2012: Imamernas råd
- 2010: De förlorade barnen, om fosterbarnen i Mark

## Priser och utmärkelser
- 2013: Prix Egalia för Imamernas råd[4]
- 2013: Pennskaftspriset för Imamernas råd[5]